# John James Chalon

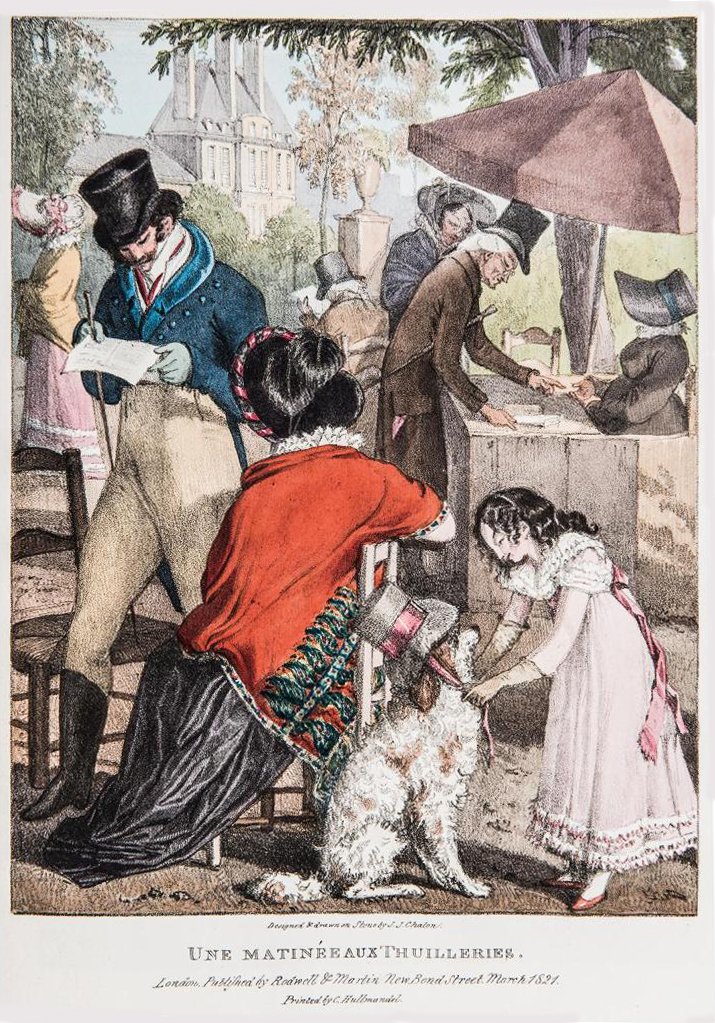
Ein Morgen im Tuilleries-Garten

John James Chalon (* 27. März 1778 in Genf; † 14. November 1854 in London) war ein in England tätiger Schweizer Landschafts- und Genremaler sowie Lithograf. Auch sein jüngerer Bruder Alfred Edward Chalon (1780–1860) wurde Maler.
John James Chalon stammte aus einer französischen calvinistischen Familie, die seit der Aufhebung des Edikts von Nantes in Genf gelebt hatte. 1789 kam die Familie nach England und Chalons Vater wurde zum Professor für französische Sprache und Literatur an der Royal Military Academy Sandhurst ernannt. 
Er wurde 1796 Student an der Royal Academy of Arts. Im Jahr 1800 stellte er sein erstes Bild aus, „Banditti bei ihrer Mahlzeit“, kurz gefolgt von „Einer Landschaft“ und „Wahrsagen“. Chalons frühe Werke waren in Öl gemalt, aber 1806 begann er in der Galerie der Royal Watercolour Society Aquarelle auszustellen, und von 1808 bis 1813 war er ein Mitglied dieser Gesellschaft. 
1816 stellte er an der Royal Academy ein wichtiges Werk aus: „Napoleon an Bord der Bellerophon“, das er dem Old Royal Naval College übergab. 
1820 veröffentlichte er ein Buch mit lithografischen „Skizzen der Pariser Manieren“. Er war ein Freund von Charles Robert Leslie, der seine Werke hoch schätzte.
1827 wurde er zum Mitarbeiter der Royal Academy gewählt und 1841 zum Vollmitglied. Zu seinen späteren Werken zählen „Gil Blas in der Räuberhöhle“ (1843) und „Ankunft des Dampfpakets in Folkestone“. (1844). 
1847 erlitt er eine Lähmung und starb nach langer Krankheit am 14. November 1854. 